# Баумейстер, Владимир Альбертович
Владимир Альбертович Баумейстер (14 июня 1941 — 20 июня 2023) — советский и казахстанский врач, заслуженный врач Республики Казахстан, хирург высшей категории, член Ассамблеи народа Казахстана, почётный гражданин Астаны (2020).
Профессиональная и общественная деятельность В. А. Баумейстера высоко оценена правительственными наградами, его имя внесено в список «100 новых лиц Казахстана». На счету у В. А. Баумейстера более 15 000 операций и тысячи спасенных жизней.

## Биография
Родился 14 июня 1941 года в селе Грюнфельд (ныне — поселок Вургун) Аксафинского района Азербайджанской АССР.
В декабре 1941 года вместе с родителями выслан в Восточно-Казахстанскую область.
В 1957 году вместе с родителями переехал в колхоз Третий Интернационал (ныне — село Бескетик) Южно-Казахстанской области.

### Образование
В 1966 году окончил Семипалатинский государственный медицинский институт с отличием.
По окончании вуза был направлен в Железнодорожную больницу города Целинограда, где начался его профессиональный путь.

### Трудовая деятельность
Прошёл длинный и сложный путь от ординатора до главного врача:
1966 — хирург во 2-й железнодорожной больнице города Целинограда (ныне — г. Астана).
1972 — старший ординатор 2-й железнодорожной больницы.
1975 — заведующий хирургическим отделением 2-й железнодорожной больницы.
1977 — главный хирург санитарной службы железнодорожной больницы, г. Целиноград.
1978-2004 — главный врач железнодорожной больницы, г. Целиноград.
В 1998 году открыл Станцию социальной помощи для лиц немецкой национальности.
После выхода на пенсию в 2004 году продолжал практику и хирургические консультации. Выполнил лично более 15 тысяч операций и 13 тысяч эндоскопических исследований, достроил старые и возвел новые лечебные корпуса, открыл 25 отделений, доставлял медицинское оборудование и медикаменты из Германии. Был главным консультантом по хирургическим вопросам отделения общей хирургии ТОО «Центральная дорожная больница города Астаны».
Скончался 20 июня 2023 года на 83-м году жизни.

## Участие в профессиональных и общественных организациях
В 1991 году был доверенным лицом Президента Н. А. Назарбаева на первых всенародных выборах Президента Республики Казахстан.
Также неоднократно избирался депутатом Советского района города Целинограда, трижды депутатом городского совета Целинограда. В 1988 году был избран депутатом Верховного Совета Казахской ССР 12-го созыва.

## Почётные награды и поощрения
Награждён 15 государственными наградами, в их числе: Орден «Знак почёта», Орден «Құрмет», звание «Заслуженный врач РК», нагрудный знак «Отличник Здравоохранения», нагрудный знак «Почетный железнодорожник» и др.
Решением маслихата города Нур-Султан от 3 июля 2020 года было присвоено звание «Нұр-Сұлтан қаласының құрметті азаматы» («Почетный гражданин города Нур-Султан»)за значительный вклад в развитие и процветание города Нур-Султан — столицы Республики Казахстан, активную государственную и общественную деятельность.

## Семья
Супруга — Людмила Ивановна, врач-педиатр. Сын Александр (1965—2014). Внучки — Анна и Екатерина.